# Кейпс, Стивен
Стивен Р. Кейпс (англ. Stephen R. Kappes; род. 22 августа 1951 года, Цинциннати, штат Огайо) — американский деятель спецслужб, первый заместитель директора Центрального разведывательного управления США.

## Образование и военная служба
Стивен П. Кейпс имеет степень бакалавра доврачебной медицины Университета Огайо (1973) и степень магистра патологии Университета штата Огайо (1975). С 1976 по 1981 год проходил службу на офицерских должностях в Корпусе морской пехоты США.

## Карьера в ЦРУ
В 1981 году поступил на службу в ЦРУ. Занимал различные оперативные и управленческие должности в Оперативном директорате ЦРУ, в том числе на Ближнем Востоке, в Южной Азии и Европе.
В 1995 году глава подразделения, ответственного за мониторинг распространения ядерного оружия в Отделе Евразии. С 1996 по 1999 год являлся главой резидентуры ЦРУ в Москве, затем в течение года возглавлял отдел стран Ближнего Востока.
С 2000 по 2002 г. - руководитель Центра контрразведки ЦРУ и одновременно помощник по контрразведке заместителя директора ЦРУ по операциям.
С июня 2002 г. помощник заместителя директора ЦРУ по операциям, а с августа по ноябрь 2004 г. заместитель директора ЦРУ по операциям.
С ноября 2004 года работал в частном детективном агентстве ArmorGroup International в качестве  вице-президента, отвечающего за глобальную стратегию, а затем главного операционного директора.
30 мая 2006 назначен первым заместителем директора ЦРУ. 23 июля утвержден Сенатом. Вступил в должность 24 июля,в которой находился до 5 мая 2010 г.